# Via Arvernha

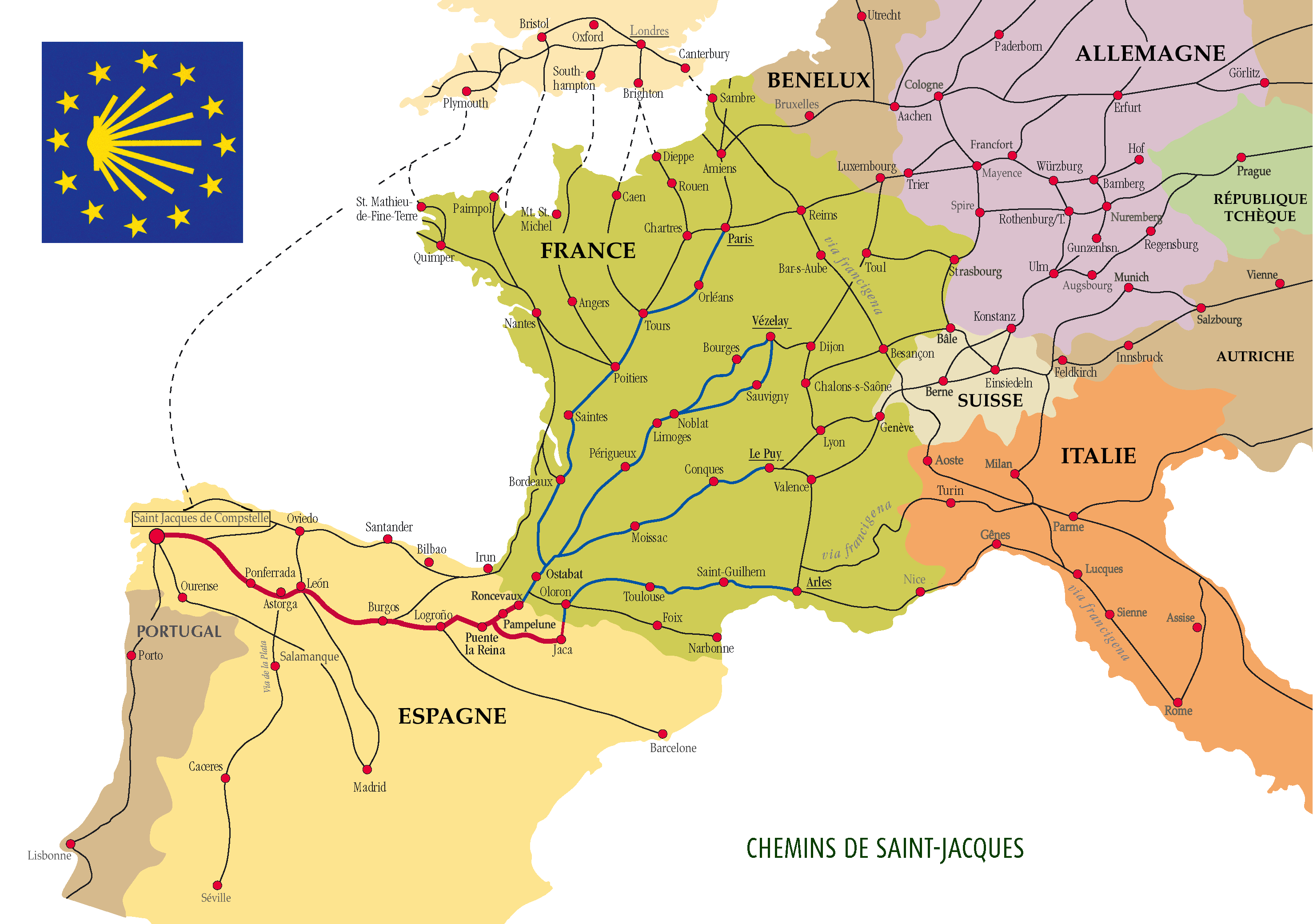
Itinéraires du pèlerinage de Saint Jacques

La Via Arvernha (ou route de l'Auvergne) est l'un des chemins contemporains du pèlerinage de Saint-Jacques-de-Compostelle, qui part de Clermont-Ferrand, remonte la  vallée de l'Allagnon, franchit les  Monts du Cantal, puis redescend la vallée de la Cère jusqu'à  Rocamadour et enfin rejoint à Cahors l'itinéraire principal de la  via Podiensis ; cette dernière se prolonge jusqu'au col de Roncevaux et, de là, à Saint-Jacques-de-Compostelle.

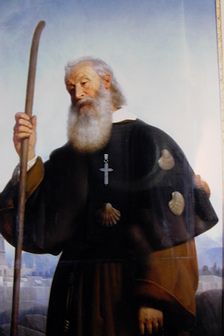
Le pèlerin de Saint-Jacques, par Éloy Chapsal (Musée d'Aurillac)

## Dans les pas de Gerbert d'Aurillac
On sait que le comte de Barcelone passait par Aurillac lorsqu'il faisait des voyages pour Rome. C'est à cette occasion que Borell II fit la connaissance de Gerbert et que, émerveillé par ses talents, il repartit avec lui en Catalogne. Par la suite, ce dernier fit plusieurs fois le voyage à Rome avant de devenir pape, tandis que les comtes de Barcelone devinrent vicomtes de Carlat.
Il faut aussi mentionner le pèlerinage du comte de Rouergue en 961, Raymond II, qui fut tué en cours de route par les Sarrazins.

## Les pèlerins au Moyen Âge

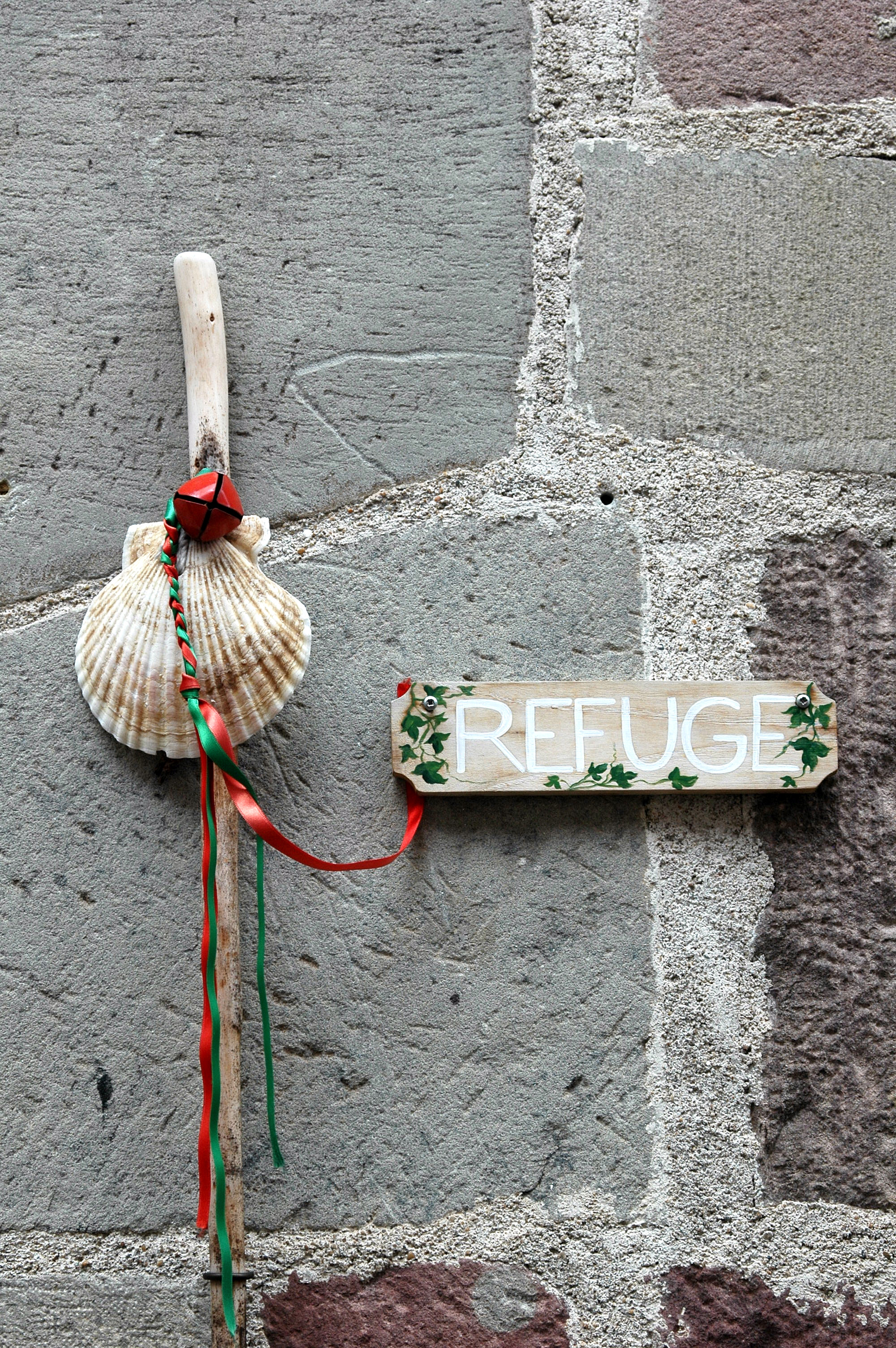
Les attributs du Pèlerin de Saint-Jacques : le bourdon et la coquille posés à l'étape contre un mur en andésite.

## Les hôpitaux Saint-Jacques sur la via Arvernha

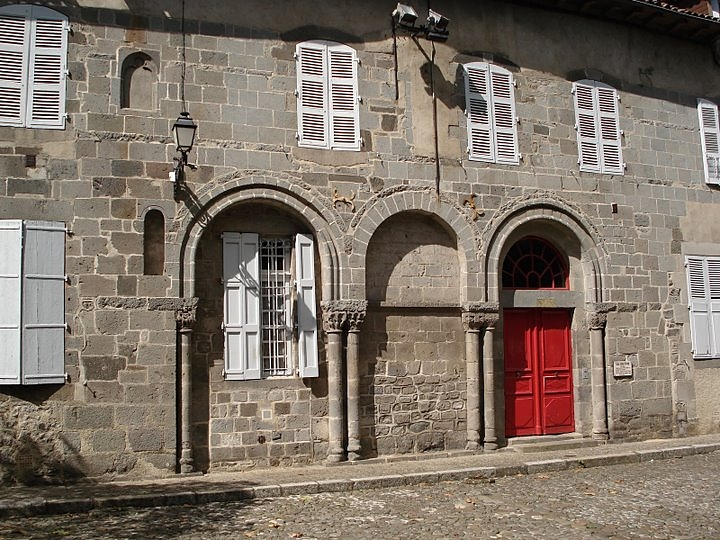
Façade romane de l'ancienne hôtellerie de l'abbaye d'Aurillac

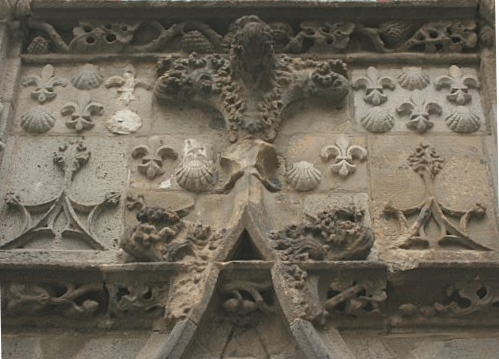
Coquilles Sain Jacques sur le tympan de la porte de l'hôtel consulaire d'Aurillac

Au Moyen Âge, le terme « hôpital » désignait un lieu d'assistance et d'asile plutôt qu'un établissement de soins. On y recevait les « pauvres du lieu et pauvres passants », c'est-à-dire tous les voyageurs, dont les pèlerins, pauvres « spirituels », qui, même riches, s'étaient dépouillés volontairement pour prendre la route et « suivre pauvres le Christ pauvre. » Le vocable sous lequel l'hôpital était placé n'est pas sans importance : on pense que celui de « saint Jacques » recevait essentiellement une clientèle de pèlerins venant de Galice sans que la porte ait été fermée aux autres voyageurs.
L'abbaye d'Aurillac avait cette particularité de posséder des prieurés dans toute l'Aquitaine jusqu'en Espagne, de telle sorte qu'on pouvait y descendre à chaque étape jusqu'à hôpital de Sainte-Marie-du-Mont-Cebreiro à O Cebreiro qui lui appartenait, sur le Camino francés de Saint-Jacques-de-Compostelle.
Dans le Guide du Pèlerin, Aimery Picaud note au Chapitre XI, de l’accueil à faire aux pèlerins de Saint-Jacques : « Les pèlerins pauvres ou riches qui reviennent de Saint-Jacques ou qui y vont doivent être reçus avec charité et entourés de vénération. Car quiconque les aura reçus et hébergés avec empressement aura pour hôte non seulement saint Jacques, mais Notre Seigneur lui-même, ainsi qu’il l’a dit dans son évangile : qui vous reçoit, me reçoit. »
À chaque passage difficile (rivière, montagne), les asiles assuraient de surcroît le service d’un bac, l’entretien d’un pont ou la protection de ceux qui passaient les cols. Les hospices étaient d’autant plus modestes qu’ils étaient nombreux. Ils ne pouvaient héberger habituellement que de trois à vingt-cinq personnes ; chaque pèlerin ne pouvait y rester qu’une ou deux nuits à moins d’être malade et les pauvres n’y étaient admis que s’ils n’avaient pas la force de mendier.
Le personnel était réduit : le « maître » nommé à vie ou pour un temps (souvent trois ans) et un ou deux frères, une ou deux sœurs pour l’entretien, la préparation des repas et le travail des terres attenantes. Sous le contrôle et la protection des évêques, des municipalités ou des souverains, ils jouissaient de privilèges, telle l’exemption d’impôts. Legs et dons accroissaient leur patrimoine aux revenus duquel pouvaient s’ajouter le produit des quêtes et le bénéfice tiré de différents droits.
Ainsi, se trouvent sur la via Podiensis des hôpitaux Saint-Jacques à Murat, Saint-Jacques-des-Blats, Aurillac, Figeac, Varaire, Cahors, Moissac, La Peyronelle (à l'entrée de Lectoure), Lectoure, Condom (hôpitaux de Saint-Jacques de Teste et de Saint-Jacques de la Bouquerie).
Ils constituent des jalons incontestables du passage des pèlerins d'antan dans ces localités.

## Le chemin actuel

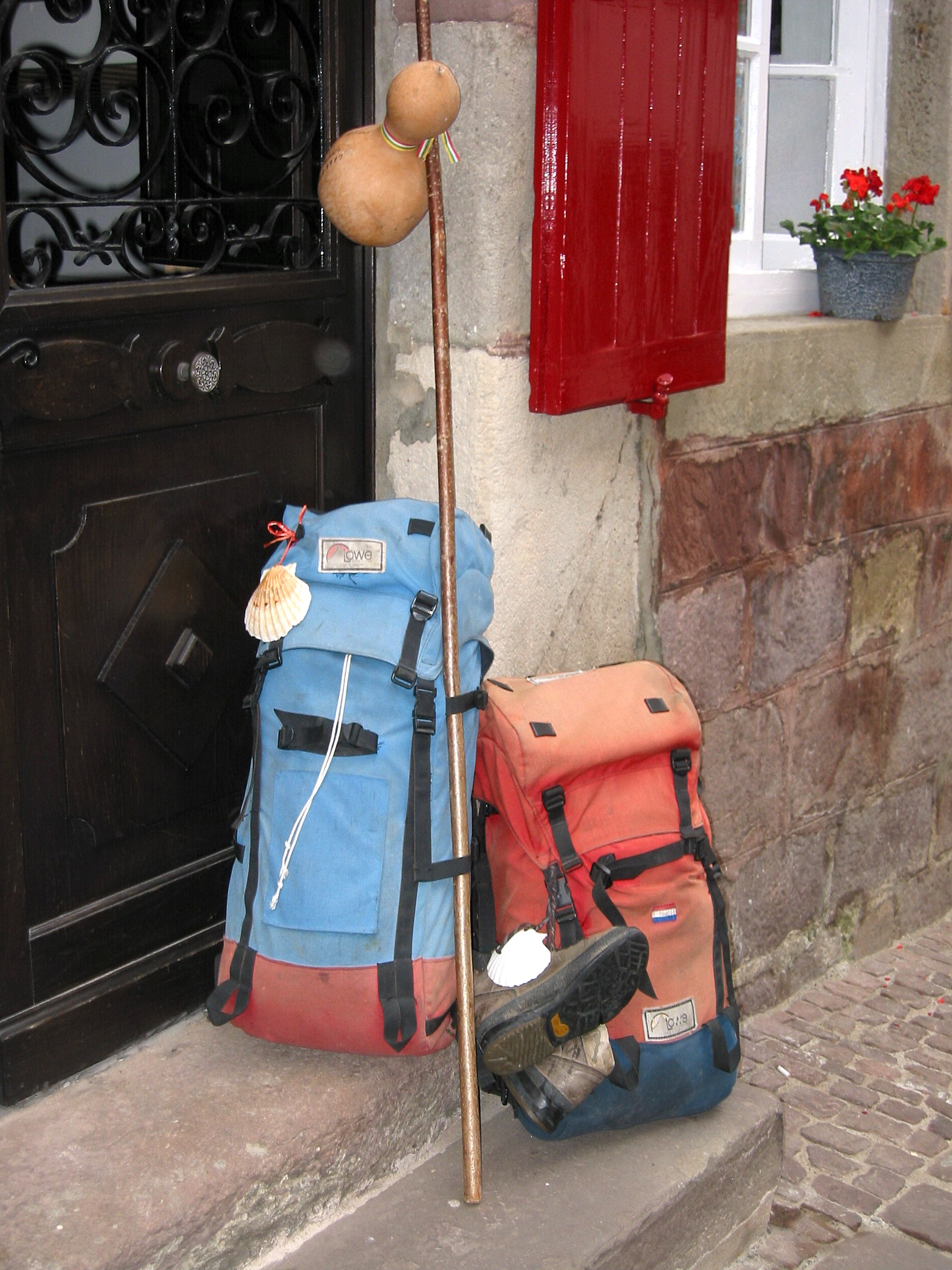
Sacs de pèlerins modernes sur le chemin de Saint-Jacques de Compostelle

### Dans lePuy-de-Dôme
- Clermont-Ferrand, la basilique romane Notre-Dame du Port,
- Romagnat (traversée du Plateau de Gergovie)
- Olloix
- Issoire
- Tourzel-Ronzières (variante)
- Jumeaux

### EnHaute-Loire
- Brioude et l'église Saint-Julien,
- Blesle

### Dans leCantal
- Massiac et son l’église romane (Massiac - Molompize - Ferrières : 22,5 km)
- Ferrières-Saint-Mary (Ferrières - Chalinargues - Neussargues : 21 km),
- Neussargues (Neussargues - Murat : 23,5 km)
- Murat, sa Vierge dite Notre-Dame de Haute Auvergne, sur le rocher de Bonnevie. (Murat - Laveissière  - Le Lioran - Col du Font-de-Cère (1 222 m) - Saint-Jacques) (Murat - Saint-Jacques-des-Blats : 25 km)
- Saint-Jacques-des-Blats, son église  Saint Jacques le Majeur, et son  archange Saint Michel, (Saint-Jacques - Vic-sur-Cère : 16,5 km)
- Vic-sur-Cère, et son église Saint-Pierre (Vic - Polminhac - Giou - Aurillac : 23 km, 7 heures de marche)
- Aurillac, son ancienne hôtellerie abbatiale (Aurillac - Ytrac : 4 km)
- Ytrac (Ytrac - St-Étienne-Cantalès - Calvanhac - Laroquebrou : 20,5 km, 6 à 7 heures de marche)
- Laroquebrou château et site marial  (Laroquebrou - Camps : 23,5 km, 7 à 8 heures de marche).

### Dans leLot
- Camps, 
  - panorama sur les gorges de la Cère depuis le Rocher-du-Peintre.
- Laval
- Gagnac-sur-Cère
- Biars-sur-Cère
- Bretenoux
- Château de Castelnau (vallée de la Dordogne)
- Carennac,
- Rocamadour

À partir de cette étape, plusieurs possibilités permettent de rejoindre la Via Podiensis ou voie du Puy, en vue de poursuivre le chemin jusqu'en Espagne.
| Certains vont au sud-ouest, en vue d'atteindre Condom            |  | D'autres piquent vers le sud, pour rejoindre Cahors. |
| ---------------------------------------------------------------- |  | --- |
| - Gourdon - Salviac - Cazals - Frayssinet-le-Gélat - Montcabrier |  | - Château de La Pannonie - Labastide-Murat - Cahors (jonction via Podiensis) - la cathédrale Saint-Étienne - le pont Valentré puis, sur la via Podiensis - Labastide-Marnhac - Lhospitalet - Lascabanes, - l'église d'Escayrac - Montcuq - Montlauzun |

### EnTarn-et-Garonne
| Sur la variante sud-ouest se dirigeant vers Condom |  | Sur la via Podiensis, déjà rejointe depuis Cahors |
| -------------------------------------------------- |  | --- |
| - Touzac - Mauroux                                 |  | - Lauzerte, - l'ancienne bastide - l'église Saint-Barthélemy - Moissac - l'Abbaye Saint-Pierre - le cloître de l'abbaye - Auvillar - la halle ronde - l'église Saint-Pierre |

### En Lot-et-Garonne
| Sur la variante sud-ouest se dirigeant vers Condom                                                                             |  |  |
| --- |  |  |
| - Tournon-d'Agenais - Anthé - Penne-d'Agenais - Villeneuve-sur-Lot - Pujols - Laugnac - Agen - Roquefort - Moirax - Lamontjoie |  |  |

### Dans leGers
|  |  | Sur la via Podiensis, déjà rejointe depuis Cahors                                                                                               |
|  |  | --- |
|  |  | - Saint-Antoine-sur-l’Arrats. - Flamarens son château. - Miradoux - l'ancienne bastide. - Lectoure - la cathédrale Saint-Gervais-Saint-Protais. |

À La Romieu la variante sud-ouest venant directement de Rocamadour rejoint l'itinéraire principal venant de Cahors par la via Podiensis
- La Romieu
  - la collégiale Saint-Pierre.
- Condom
  - l'église abbatiale.
    - l’abbaye de Flaran (hors chemin).
- Larressingle.
  - le Pont d'Artigues.
- Beaumont sur l'Osse.
  - Sierra Damos, à Montréal-du-Gers.
- Montréal-du-Gers.
- Lauraët.
- Lagraulet-du-Gers.
- Eauze.
- Manciet.
- Nogaro, le village des noix.
- Barcelonne-du-Gers.

### Dans lesLandes
- Aire-sur-l'Adour, la cathédrale Saint Jean-Baptiste, et l'église Sainte Quitterie.

Au départ d'Aire-sur-l'Adour les pèlerins peuvent passer par :
- Pécorade
- Geaune

Ou par :
- Miramont-Sensacq, l'église autrefois placée sous l'invocation de Saint Jacques.

Ils se retrouvaient finalement à :
- Pimbo, sa collégiale Saint-Barthélemy.

### Dans lesPyrénées-Atlantiques
- Morlanne,

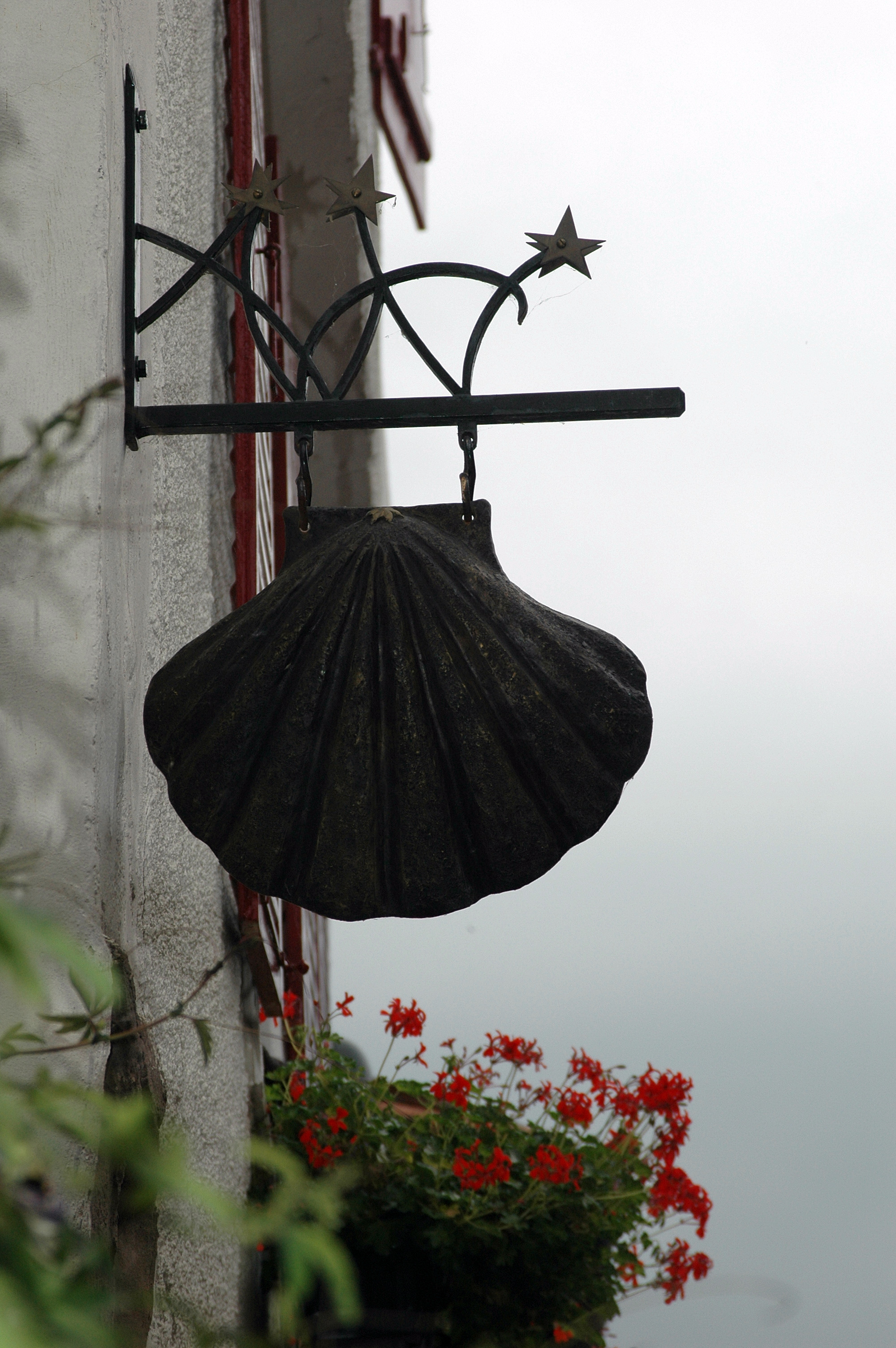
Saint-Jean-Pied-de-Port, enseigne sur le chemin de Saint-Jacques de Compostelle

- Arthez-de-Béarn et la chapelle de l'ancien hôpital de Caubin.
- Sauvelade et son abbaye cistercienne.
- Navarrenx, ses remparts, son église Saint-Germain.
- Charre et le château de Mongaston.
- Aroue, l’église Saint-Étienne.
- Saint-Palais.
- Lieudit Le Carrefour de « Gibraltar » là ou on a placé au XXe siècle la rencontre symbolique de trois chemins. Il ne doit rien à Tariq ibn Ziyad, c’est simplement une déformation phonétique du sanctuaire de Saint-Sauveur, sur la colline. Chabaltore en basque, est devenu par glissement Chibaltare, Chibraltare et enfin Gibraltar, quartier sud de Saint-Palais.
- Ostabat-Asme, la chapelle Saint-Nicolas, le hameau d'Harambeltz et son prieuré-hôpital dédiée à saint Nicolas.
- Larceveau-Arros-Cibits, le hameau d'Utziat, son prieuré-hôpital dédiée à saint Nicolas.
- Saint-Jean-le-Vieux, l’église de Sainte Marie-Madeleine de la Recluse ou de Betbéder, le hameau d'Apat-Ospitale et son prieuré-hôpital.
- Saint-Jean-Pied-de-Port, la citadelle, la porte Notre-Dame, le pont Notre-Dame, l’église Notre-Dame du Bout du Pont, cette fois on doit tenir le bon bout.

Deux variantes sont alors possibles :
- Valcarlos, par mauvais temps ou sol très enneigé

ou
- Col de Lepoeder, par beau temps et sol peu enneigé

Pour atteindre, en Espagne, le 
- Col de Roncevaux ou Puerto de Ibañeta,

Enfin les Pyrénées sont franchies. Les actions de grâce fusaient jadis dans toutes les langues de l'Europe.
« E Ultreia, e suseia, Deus aida nos » (Plus oultre ! - Plus haut, Plus loin, Dieu aide-nous).
Le pèlerinage continue par le Camino navarro et le Camino francés jusqu'à Compostelle.